# Jan Chlopek
Jan Chlopek (1938 – 27. března 2015) byl český fotbalista, záložník. Po skončení aktivní kariéry působil jako trenér ve Vratimově a Ostravě-Kunčičkách.

## Fotbalová kariéra
V československé lize hrál za Baník Ostrava. Nastoupil v 17 ligových utkáních. Gól v lize nedal. Ve druhé nejvyšší soutěži hrál i za VŽKG Ostrava a Slezan Frýdek-Místek.

## Ligová bilance
| Ročník                                   | Zápasy | Góly | Klub          |
| ---------------------------------------- | ------ | ---- | ------------- |
| 1. československá fotbalová liga 1960/61 | 1      | 0    | Baník Ostrava |
| 1. československá fotbalová liga 1961/62 | 9      | 0    | Baník Ostrava |
| 1. československá fotbalová liga 1962/63 | 1      | 0    | Baník Ostrava |
| 1. československá fotbalová liga 1964/65 | 3      | 0    | Baník Ostrava |
| 1. československá fotbalová liga 1965/66 | 3      | 0    | Baník Ostrava |
| CELKEM                                   | 17     | 0    |               |